# Tokuji Hayakawa
Tokuji Hayakawa (jap. 早川徳次 Hayakawa Tokuji; ur. 3 listopada 1893, zm. 24 czerwca 1980) – japoński wynalazca, założyciel Sharp Corporation. Zaczynał jako dziewiętnastoletni chłopiec sprzedający sprzączki do pasków w roku 1912. Trzy lata później wymyślił ołówek automatyczny („Ever Sharp Pencil”), co przyniosło mu znaczny sukces rynkowy i dało nazwę jego przedsiębiorstwu.